# Mary Grimstone
Pour les articles homonymes, voir Grimstone.
Mary Leman Grimstone (12 juin 1796 - 4 novembre 1869) est une poétesse et romancière britannique. Elle a écrit sur les droits des femmes et a écrit l'un des premiers romans australiens : « Louise Egerton ».

## Biographie
Née à Beccles dans le Suffolk sous le nom de Mary Rede, son père était Leman Thomas Rede. Il était avocat et écrivain, mais a été emprisonné pour dette peu de temps avant sa naissance. En 1798, la famille déménage à Hambourg pour tenter d'échapper aux créanciers, c'est où né le frère de Mary, William Leman Rede (en). Après la mort de Leman en 1810, la mère de Mary déménage la famille à Londres.
Mary Grimstone commence à écrire en 1815. Une grande partie de ses premiers travaux sont publiés dans La Belle Assemblée. L'année suivante, elle épouse Richard Grimstone. Elle attire l'attention en 1820 lorsqu'un volume de ses poèmes est publié, sous le pseudonyme « Oscar » : Zayda, a Spanish Tale (Zayda, un conte espagnol). Un autre volume est publié l'année suivante sous le titre Cleone, tandis que son premier roman sort en 1825 : The Beauty of the British Alps (La Beauté des Alpes britanniques). Cette année-là, son mari décède et elle part s'installer à Hobart, dans la Terre de Van Diemen, avec sa sœur Lucy et son beau-frère.
Grimstone retourne à Londres en 1829, son séjour en Australie fournissant beaucoup de matériel pour de nouveaux travaux. Sa première œuvre sous son propre nom est le roman Louisa Egerton qui sort en 1830. Ce roman est crédité comme la première « œuvre » qui est un roman australien. Il est suivi par Character, or, Jew and Gentile dans lequel elle transmet un « message universel d'égalité sociale et de tolérance religieuse », Cleone, a Tale of Married Life et surtout, Woman's Love (L'Amour de la femme). Dans ce dernier roman, elle ajoute un post-scriptum dans lequel elle expose sa vision des droits des femmes qui s'est développée grâce à sa participation à un groupe autour de l'Unitarian South Place Chapel.
Pendant les années 1830, Grimstone est active dans le mouvement socialiste de Robert Owen, écrivant fréquemment pour son journal New Moral World (en). Plus particulièrement, elle plaide pour une meilleure éducation des femmes et pour que les hommes et les femmes respectent les mêmes normes morales. Elle écrit également sur des thèmes similaires pour le journal unitariste, Monthly Repository (en) et pour l'Edinburgh Review . Elle est également active dans la People's International League et dans une campagne pour l'éducation précoce, dirigée par Samuel Wilderspin (en).
En 1836, Grimstone épouse William Gillies, père de la peintre Margaret Gillies. Une source indique qu'elle se retire de l'écriture jusqu'en 1846. Elle fait publier ses écrits dans le People's Journal et ses éditeurs comparent son travail à celui de Jane Austen. De plus, elle apprécie la vie sociale de Mme Gillies. Leigh Hunt l'a incluse dans son poème « Blue-Stocking Revels » en 1837 et elle pourrait avoir été la base de « Lady Psyche » dans The Princess d'Alfred Tennyson. Elle était dans le même groupe social que d'autres écrivaines, dont Elizabeth Gaskell et Caroline Norton.
Elle écrit sur l'Australie et sur les droits des femmes, mais n'était pas radicale, faisant principalement l'éloge des qualités morales des femmes. Quand le People's Journal est fermé en 1851, elle arrête d'écrire et vit d'une rente jusqu'en 1869, année où elle meurt à Paddington après avoir avalé du désinfectant.